# NGC 5512
NGC 5512 (również PGC 50749) – galaktyka eliptyczna (E), znajdująca się w gwiazdozbiorze Wolarza. Odkrył ją Édouard Jean-Marie Stephan 3 maja 1883 roku. Jest to galaktyka z aktywnym jądrem typu LINER.